# Eliminatoria al Torneo Sub-17 de la Concacaf de 2001
La Eliminatoria al Torneo Sub-17 de la Concacaf de 2001 se jugó del 22 de noviembre de 2000 al 11 de marzo de 2001 en Centroamérica y el Caribe para definir a los clasificados a la fase final del torneo.

## Zona Caribe

### Grupo 1

#### Zona A
Los partidos se jugaron en Antigua y Barbuda del 22 al 26 de noviembre.
| País                  | J | G | E | P | GF | GC | Pts |
| --------------------- | - | - | - | - | -- | -- | --- |
| Antillas Neerlandesas | 3 | 2 | 1 | 0 | 10 | 6  | 7   |
| Antigua y Barbuda     | 3 | 2 | 1 | 0 | 10 | 7  | 7   |
| República Dominicana  | 3 | 0 | 1 | 2 | 5  | 7  | 1   |
| Aruba                 | 3 | 0 | 1 | 2 | 4  | 9  | 1   |

| Equipo 1              | Resultado | Equipo 2              |
| --------------------- | --------- | --------------------- |
| Antigua y Barbuda     | 4-4       | Antillas Neerlandesas |
| República Dominicana  | 2-2       | Aruba                 |
| Aruba                 | 2-4       | Antigua y Barbuda     |
| Antillas Neerlandesas | 3-2       | República Dominicana  |
| República Dominicana  | 1-2       | Antigua y Barbuda     |
| Aruba                 | 0-3       | Antillas Neerlandesas |

#### Zona B
Los partidos se jugaron en Guyana del 29 de noviembre al 3 de diciembre.
| País        | J                  | G                  | E                  | P                  | GF                 | GC                 | Pts                |
| ----------- | ------------------ | ------------------ | ------------------ | ------------------ | ------------------ | ------------------ | ------------------ |
| Barbados    | 2                  | 2                  | 0                  | 0                  | 5                  | 2                  | 6                  |
| Guyana      | 2                  | 1                  | 0                  | 1                  | 2                  | 1                  | 3                  |
| Puerto Rico | 2                  | 0                  | 0                  | 2                  | 2                  | 6                  | 0                  |
| Guadalupe   | Abandonó el torneo | Abandonó el torneo | Abandonó el torneo | Abandonó el torneo | Abandonó el torneo | Abandonó el torneo | Abandonó el torneo |

| Equipo 1    | Resultado | Equipo 2    |
| ----------- | --------- | ----------- |
| Guyana      | 2-0       | Puerto Rico |
| Barbados    | 1-0       | Guyana      |
| Puerto Rico | 2-4       | Barbados    |

#### Zona C
Los partidos se jugaron en Grenada del 22 al 26 de noviembre.
| País        | J | G | E | P | GF | GC | Pts |
| ----------- | - | - | - | - | -- | -- | --- |
| Jamaica     | 3 | 3 | 0 | 0 | 17 | 0  | 9   |
| Granada     | 3 | 2 | 0 | 1 | 18 | 5  | 6   |
| Santa Lucía | 3 | 1 | 0 | 2 | 8  | 9  | 3   |
| Anguila     | 3 | 0 | 0 | 3 | 0  | 29 | 0   |

| Equipo 1    | Resultado | Equipo 2    |
| ----------- | --------- | ----------- |
| Granada     | 0-3       | Jamaica     |
| Anguila     | 0-6       | Santa Lucía |
| Jamaica     | 12-0      | Anguila     |
| Granada     | 7-2       | Santa Lucía |
| Anguila     | 0-11      | Granada     |
| Santa Lucía | 0-2       | Jamaica     |

#### Semifinal
Los partidos se jugaron en Bermudas del 12 al 16 de febrero.
| País                  | J | G | E | P | GF | GC | Pts |
| --------------------- | - | - | - | - | -- | -- | --- |
| Jamaica               | 3 | 3 | 0 | 0 | 10 | 2  | 9   |
| Bermudas              | 3 | 2 | 0 | 1 | 9  | 4  | 6   |
| Antillas Neerlandesas | 3 | 0 | 1 | 2 | 2  | 8  | 1   |
| Barbados              | 3 | 0 | 1 | 2 | 2  | 9  | 1   |

| Equipo 1              | Resultado | Equipo 2              |
| --------------------- | --------- | --------------------- |
| Jamaica               | 2-0       | Antillas Neerlandesas |
| Barbados              | 0-3       | Bermudas              |
| Jamaica               | 4-0       | Barbados              |
| Antillas Neerlandesas | 0-4       | Bermudas              |
| Bermudas              | 2-4       | Jamaica               |
| Barbados              | 2-2       | Antillas Neerlandesas |

### Grupo 2

#### Zona D
Los partidos se jugaron en Islas Caimán del 6 al 10 de diciembre.
| País               | J | G | E | P | GF | GC | Pts |
| ------------------ | - | - | - | - | -- | -- | --- |
| Cuba               | 2 | 2 | 0 | 0 | 14 | 0  | 6   |
| Islas Caimán       | 2 | 1 | 0 | 1 | 6  | 3  | 3   |
| Islas Vírgenes USA | 2 | 0 | 0 | 2 | 0  | 17 | 0   |

| Equipo 1           | Resultado | Equipo 2           |
| ------------------ | --------- | ------------------ |
| Islas Vírgenes USA | 0-6       | Islas Caimán       |
| Cuba               | 11-0      | Islas Vírgenes USA |
| Islas Caimán       | 0-3       | Cuba               |

#### Zona E

##### Semifinales
Los partidos se jugaron en Tórtola, Islas Vírgenes Británicas del 10 de febrero de 2000 al 21 de enero de 2001.
| Equipo 1    | Agr. | Equipo 2                  | Ida  | Vuelta |
| ----------- | ---- | ------------------------- | ---- | ------ |
| S/K Nevis   | 2-3  | Dominica                  | 1-0  | 1-3    |
| San Vicente | 16-0 | Islas Vírgenes Británicas | 11-0 | 5-0    |

##### Final
| Equipo 1    | Agr.    | Equipo 2 | Ida | Vuelta |
| ----------- | ------- | -------- | --- | ------ |
| San Vicente | 3-3 (a) | Dominica | 1-1 | 2-2    |

#### Zona F
Haití y Surinam clasificaron luego de que Montserrat abandonó el torneo.

#### Semifinal
Los partidos se jugaron en Cuba del 21 al 25 de febrero.
| País        | J | G | E | P | GF | GC | Pts |
| ----------- | - | - | - | - | -- | -- | --- |
| Haití       | 3 | 3 | 0 | 0 | 11 | 2  | 9   |
| Cuba        | 3 | 2 | 0 | 1 | 8  | 4  | 6   |
| Surinam     | 3 | 0 | 1 | 2 | 2  | 5  | 1   |
| San Vicente | 3 | 0 | 1 | 2 | 3  | 13 | 1   |

| Equipo 1    | Resultado | Equipo 2    |
| ----------- | --------- | ----------- |
| Haití       | 2-0       | Surinam     |
| San Vicente | 1-5       | Cuba        |
| Haití       | 7-1       | San Vicente |
| Surinam     | 1-2       | Cuba        |
| Cuba        | 1-2       | Haití       |
| San Vicente | 1-1       | Surinam     |

## Zona Centroamérica
Los partidos se jugaron en Guatemala del 2 al 11 de marzo.
| País        | J | G | E | P | GF | GC | Pts |
| ----------- | - | - | - | - | -- | -- | --- |
| El Salvador | 4 | 3 | 1 | 0 | 16 | 4  | 10  |
| Costa Rica  | 4 | 3 | 1 | 0 | 13 | 2  | 10  |
| Guatemala   | 4 | 2 | 0 | 2 | 6  | 6  | 6   |
| Panamá      | 4 | 1 | 0 | 3 | 6  | 10 | 3   |
| Nicaragua   | 4 | 0 | 0 | 4 | 0  | 19 | 0   |

| Equipo 1    | Resultado | Equipo 2    |
| ----------- | --------- | ----------- |
| Costa Rica  | 5-0       | Panamá      |
| Nicaragua   | 0-2       | Guatemala   |
| El Salvador | 8-0       | Nicaragua   |
| Guatemala   | 2-1       | Panamá      |
| Panamá      | 5-0       | Nicaragua   |
| Costa Rica  | 2-2       | El Salvador |
| Nicaragua   | 0-4       | Costa Rica  |
| Guatemala   | 2-3       | El Salvador |
| El Salvador | 3-0       | Panamá      |
| Guatemala   | 0-2       | Costa Rica  |